# Campagne de vaccination contre la Covid-19 au Québec
Pour un article plus général, voir Pandémie de Covid-19 au Québec.

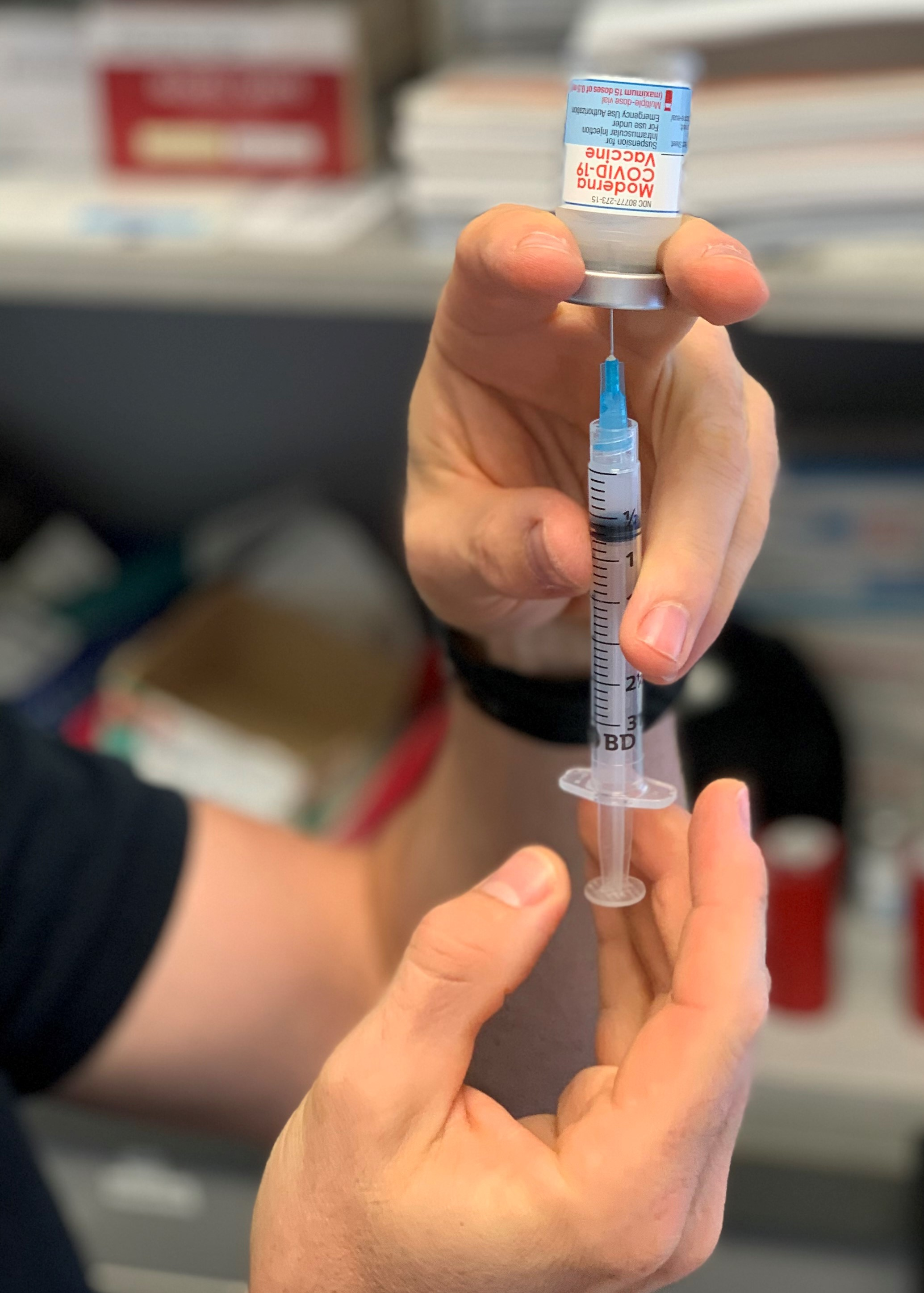
Fiole de vaccin Moderna (15 doses de 0,5 ml) administrés dans une pharmacie du Québec

Cet article présente la campagne de vaccination contre la Covid-19 au Québec.
À l'automne 2020, les préparatifs logistiques pour la vaccination de la population québécoise se mettent en place. Tributaire de la distribution du gouvernement fédéral, le gouvernement du Québec étudie plusieurs scénarios, qui varient selon les quantités reçues et le type de vaccin contre la Covid-19. La Ville de Montréal travaille elle aussi à son propre plan et ses propres structures d'administration du vaccin.

## Gestion de la campagne
À la fin de novembre 2020, le directeur de la campagne québécoise de vaccination contre la Covid-19 est nommé, soit Jérôme Gagnon, un sous-ministre adjoint à la Santé. À la suite de problèmes de santé, il est remplacé deux semaines plus tard par Daniel Paré, PDG du Centre intégré de santé et de services sociaux (CISSS) de Chaudière-Appalaches.
En plus des professionnels déjà autorisés à administrer des vaccins, le gouvernement du Québec ajoute trois catégories de personnes qui pourront prêter main-forte dans la campagne de vaccination contre la Covid-19
1. les étudiants dans les programmes d’études qui conduisent au diplôme permettant d’administrer des vaccins;
2. les étudiants en techniques ambulancières, les techniciens ambulanciers et les détenteurs d’un diplôme de médecine hors Canada;
3. les professionnels du domaine de la santé physique qui pourront participer à la vaccination à la suite d’une formation plus soutenue (acupuncteurs, audiologistes, chiropraticiens, etc.).

Le 15 mars 2021 commence une période d'essai à Montréal pour effectuer des vaccinations dans 250 pharmacies. Le programme vise à être étendu à plus de 1 400 pharmacies qui pourraient administrer deux des 12 millions de doses prévues au Québec.
Le 17 mars 2021, François Legault indique dans son point de presse quotidien que tous les Québécois qui le désirent pourront être vaccinés avant le 24 juin 2021, jour de la Fête nationale du Québec.

## Approbation et approvisionnement des vaccins contre la Covid-19 au Canada
| Vaccin                                                 | Avancement               | Doses commandées    | Approbation de Santé Canada | Déploiement                                           |
| ------------------------------------------------------ | ------------------------ | ------------------- | --------------------------- | ----------------------------------------------------- |
| Pfizer–BioNTech                                        | essai clinique phase III | 40-76 millions      | 9 décembre 2020             | 14 décembre 2020                                      |
| Moderna                                                | essai clinique phase III | 44 millions         | 23 décembre 2020            | 31 décembre 2020                                      |
| Oxford-AstraZeneca                                     | essai clinique phase III | 23,9 millions       | 26 février 2021             | 10 mars 2021                                          |
| Janssen (Johnson & Johnson)                            | essai clinique phase III | 10-38 millions      | 5 mars 2021                 | 24 novembre 2021                                      |
| Novavax (Centre de production de produits biologiques) | essai clinique phase III | jusqu'à 76 millions | 17 février 2022             | - Saskatchewan: 11 avril 2022 - Québec: 13 avril 2022 |
| Medicago                                               | essai clinique phase III | jusqu'à 76 millions | 24 février 2022             | En attente                                            |
| GSK/Sanofi Pasteur                                     | essai clinique phase III | jusqu'à 72 millions | En attente                  | En attente                                            |

## Première dose

### Début de la vaccination

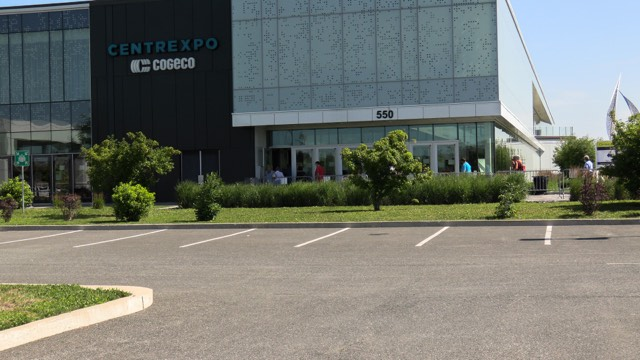
Site de vaccination contre la Covid-19 à l'édifice Centrexpo, à Drummondville.

Le 13 décembre 2020, arrivée des premiers vaccins contre la Covid-19 au Canada à l'aéroport de Mirabel. Il s'agit du vaccin de Pfizer-BioNTech. La vaccination au Québec débute le lendemain, avec comme première vaccinée Gisèle Levesque, une résidente de 89 ans habitant un CHSLD de la ville de Québec. Il y a peu de vaccinations dans les deux premières semaines, avec moins de 20 000 personnes vaccinées, pour une moyenne de 1400 doses par jour.
Le gouvernement du Québec se plaint également des retards dans la livraison des vaccins par le gouvernement fédéral, de même que du manque de transparence dans les négociations qui ont eu lieu avec les manufacturiers des vaccins.
Les premiers rendez-vous pour les Québécois de plus de 85 ans, hors des résidences pour aînés, sont ouverts le 25 février 2021 pour des administrations débutant la semaine suivante, début mars. D'abord ouvert pour Montréal, les rendez-vous de vaccination sont ouverts pour le reste du Québec à partir de la semaine suivante.

### Dates par groupes d'âge
| Début des prises de rendez-vous par groupe d'âge | Début des prises de rendez-vous par groupe d'âge |
| Date (2021)                                      | Groupe d'âge                                     |
| ------------------------------------------------ | ------------------------------------------------ |
| 25 février                                       | 85 ans et plus                                   |
| 1er mars                                         | 70 ans et plus                                   |
| 19 mars                                          | 65 ans et plus                                   |
| 22 mars,                                         | 60 ans et plus                                   |
| 30 avril                                         | 50-59 ans                                        |
| 3 mai                                            | 45-49 ans                                        |
| 5 mai                                            | 40-44 ans                                        |
| 7 mai                                            | 35-39 ans                                        |
| 10 mai                                           | 30-34 ans                                        |
| 12 mai                                           | 25-29 ans                                        |
| 14 mai                                           | 18-24 ans                                        |
| 25 mai                                           | 12-17 ans                                        |
| 24 novembre                                      | 5-11 ans                                         |

1. ↑  D'abord offert à Montréal puis dans les autres régions administratives du Québec à des dates ultérieures

## Deuxième dose

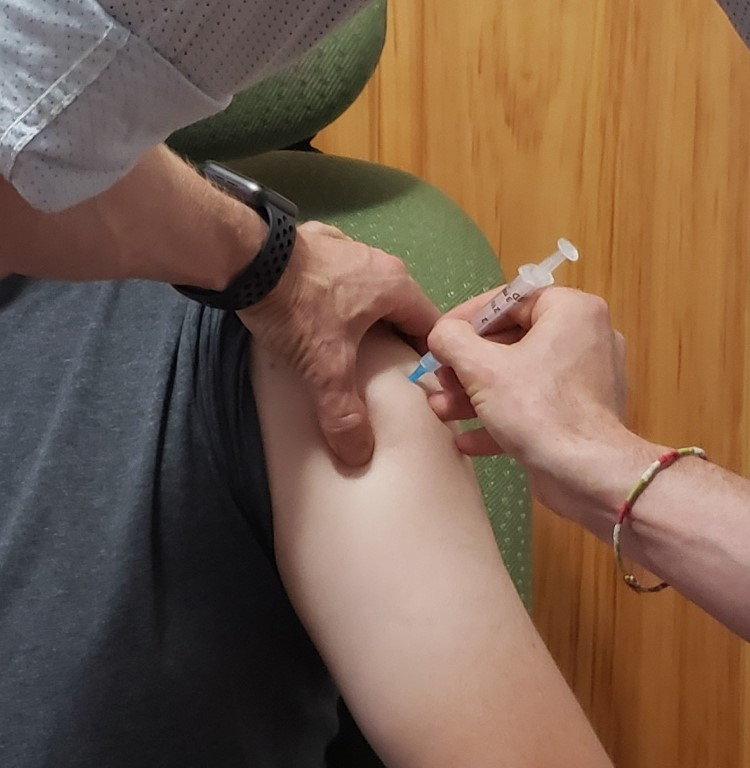
Administration d'un vaccin Moderna comme deuxième dose.

À la fin de décembre 2020, le gouvernement du Québec conserve 27 000 doses de vaccin Pfizer afin d'administrer une seconde dose dès le début de l'année 2021. Le ministre de la Santé indique que le délai entre la première et la seconde dose est une « indication », alors que le fabricant insiste que c'est une « exigence ». La Santé publique du Québec tient des consultations pour savoir si les deux doses doivent être administrées selon les délais exigés par le fabricant, ou s'il est possible au contraire de donner une première dose au maximum de Québécois possibles, en retardant la deuxième dose . La moitié des doses du vaccin de Pfizer reçues en décembre 2020 sont dans un premier temps gardées en réserve par le gouvernement du Québec afin de procurer une deuxième dose. L'assurance de la réception de futures doses rend, selon les autorités fédérales, cette réserve comme n'étant plus nécessaire.
Au début de janvier 2021, le gouvernement du Québec annonce vouloir vacciner le plus de personnes possible à raison d'une dose par personne et de repousser l'administration de la seconde dose jusqu'à trois mois plus tard, suivant l'exemple du Royaume-Uni. Cette décision est toutefois initialement critiquée par Supriya Sharma, conseillère médicale principale de Santé Canada, qui affirme que les calculs du côté québécois ont été faits de façon superficielle. Selon Sharma, cette décision pourrait compromettre l’accélération des livraisons de nouvelles doses de Pfizer-BioNTech et de Moderna au Canada,. Après discussion entre les autorités fédérales et québécoises, la Santé publique du Québec accorde une certaine souplesse pour le délai de la deuxième dose, celle-ci pouvant avoir lieu entre 45 et 90 jours, dans la mesure où il y aura une assez grande disponibilité de vaccins au Québec.
En mars 2021, le Comité consultatif national de l’immunisation, de juridiction fédérale, modifie ses recommandations et recommande que les deux doses de vaccin soient administrées jusqu'à quatre mois d'intervalle, recommandation suivie par le Québec et d'autres provinces.
Les résidents et membres du personnel de certains CHSLD où la vaccination fut entamée en décembre 2020 ont reçu leur seconde dose de vaccin au début de mars 2021. L'administration de la seconde dose du vaccin chez les populations à risque et chez le personnel de la santé se fait en parallèle de l'administration de la première dose chez le reste de la population.
Le 28 mai 2021, le gouvernement réduit le délai entre les deux doses du vaccin AstraZeneca, passant de 12 à 8 semaines. Le 3 juin 2021, un communiqué du ministère de la Santé et des Services sociaux (MSSS) annonce que le délai pour l'admission de la deuxième dose des vaccins ARNm (Moderna et Pfizer) « passera de 16 à 8 semaines ou plus pour obtenir une réponse immunitaire plus élevée, plus rapidement »,. Le 5 juillet 2021, le ministre de la Santé Christian Dubé, craignant une éclosion causée par le variant Delta au mois de septembre, annonce que le délai passe à 4 semaines. Cette directive est effective dès le lendemain.
La stratégie adoptée par le Québec pour retarder le moment entre la première et la deuxième dose sera par la suite adoptée par les autres juridictions du Canada et des États-Unis.

### Dates par groupes d'âge
| Début des prises de rendez-vous par groupe d'âge | Début des prises de rendez-vous par groupe d'âge |
| Date (2021)                                      | Groupe d'âge                                     |
| ------------------------------------------------ | ------------------------------------------------ |
| 7 juin                                           | 80 ans et plus                                   |
| 8 juin                                           | 75 ans et plus                                   |
| 9 juin                                           | 70 ans et plus                                   |
| 10 juin                                          | 65 ans et plus                                   |
| 11 juin                                          | 60 ans et plus                                   |
| 14 juin                                          | 55 ans et plus                                   |
| 15 juin                                          | 50 ans et plus                                   |
| 16 juin                                          | 45 ans et plus                                   |
| 17 juin                                          | 40 ans et plus                                   |
| 18 juin                                          | 35 ans et plus                                   |
| 21 juin                                          | 30 ans et plus                                   |
| 22 juin                                          | 25 ans et plus                                   |
| 23 juin                                          | 18 ans et plus                                   |

## Troisième dose (dose de rappel)
La troisième dose du vaccin est appelée « dose additionnelle » en novembre 2021. Elle est également désignée par « dose de rappel » et « troisième dose » par la suite.
Le 9 novembre 2021, le gouvernement du Québec annonce qu'une « dose additionnelle » de vaccin est disponible pour certaines clientèles, à condition que six mois se soient écoulés depuis la deuxième dose. Le vaccin approuvé pour cette troisième dose est celui de Pfizer–BioNTech, l'approbation du vaccin Moderna par Santé Canada suit trois jours plus tard.
Le 3 décembre 2021, le Comité consultatif national de l'immunisation (CCNI), relevant du gouvernement fédéral, recommande aux adultes canadiens de prendre une troisième dose de vaccin contre la Covid-19, si l'administration de la deuxième dose date de plus de six mois. Cette dose est appelée « dose de rappel ». La priorité devrait aller aux clientèles vulnérables, comme les personnes de plus de 50 ans et les travailleurs de la santé.
Le 16 décembre 2021, le gouvernement du Québec recommande à son tour l'administration d'une dose de rappel. Le délai entre la deuxième et le troisième dose de six à trois mois. La vaccination de rappel débute pour les personnes de plus de 70 ans et pour les travailleurs de la santé. Les autres catégories d'âge suivront les semaines suivantes, débutant chaque lundi pour chaque tranche d'âge. Les dates d'ouverture pour la vaccination des personnes de plus de 65 ans et de plus de 60 ans sont devancées de plus d'une dizaine de jours.
Cette annonce suscite le 19 décembre 2021 une manifestation d'environ 1 000 personnes à Montréal contre la troisième dose, appelée « l'autre booster », en particulier, et les mesures sanitaires en général.

### Troisième dose pour les personnes ayant contracté la Covid-19
Le 16 décembre 2021, le Comité sur l'immunisation du Québec (CIQ) publie un avis sur l'utilité d'injecter une troisième dose de vaccin aux personnes ayant contracté la Covid-19. Cet avis est d'un intérêt particulier, en raison du nombre important de Québécois qui contractent la Covid-19 en décembre 2021 et janvier 2022 en raison du variant Omicron. Le CIQ indique dans son avis qu'un vaccin pour ces personnes serait peu utile, voire pourrait provoquer des effets indésirables, et que s'il devait être administré, qu'il y ait au moins un délai de 3 mois entre l'infection et l'injection.
Le 12 janvier 2022, le ministre de la Santé indique que la Santé publique recommande l'administration de la troisième dose aux personnes ayant contracté la Covid-19, et ce dès la fin des symptômes. Il s'agit de la dernière recommandation au gouvernement du directeur national de la santé publique, Horacio Arruda, avant sa démission. Le CIQ indique qu'il s'agit là d'une décision gouvernementale, et non une recommandation pour la santé publique, ce que confirme le ministre de la Santé en indiquant que la troisième dose est demandée pour des raisons de simplification de la gestion du passeport vaccinal.
Six jours plus tard, le 18 janvier, le gouvernement fait volte-face et recommande plutôt d'attendre huit semaines entre la fin des symptômes et la prise d'une troisième dose.
Le 21 janvier 2022, le CIQ publie un avis complémentaire dans lequel il indique que l'on ignore si l'administration d'une troisième dose aux personnes ayant contracté la Covid-19 augmente la réponse immunitaire. Dans ce cas, une troisième dose de vaccin serait peu utile et il serait préférable d'attendre l'arrivée d'un nouveau vaccin offrant une gamme de protection étendue.

### Dates par groupes d'âge
| Troisième dose   | Troisième dose |
| Date             | Groupe d'âge   |
| ---------------- | -------------- |
| 16 novembre 2021 | 80 ans et plus |
| 18 novembre 2021 | 75 ans et plus |
| 23 novembre 2021 | 70 ans et plus |
| 25 novembre 2021 | AstraZeneca    |
| 20 décembre 2021 | 65 ans et plus |
| 27 décembre 2021 | 60 ans et plus |
| 6 janvier 2022   | 50 ans et plus |
| 7 janvier 2022   | 45 ans et plus |
| 10 janvier 2022  | 40 ans et plus |
| 12 janvier 2022  | 35 ans et plus |
| 13 janvier 2022  | 25 ans et plus |
| 14 janvier 2022  | 18 ans et plus |

1. ↑  Personnes qui ont reçu 2 doses d’AstraZeneca, quel que soit leur âge

## Interchangeabilité des vaccins
Jusqu'au mois de juin 2021, les autorités fédérales et du gouvernement du Québec refusent l'administration de vaccins différents entre la première et la deuxième dose. Ils attendent les résultats d'études qui ont lieu dans le monde et au Canada.

### AstraZeneca / Pfizer-Moderna
Le 1er juin 2021, le Comité consultatif national de l'immunisation (CCNI), relevant du gouvernement fédéral, annonce que les Canadiens ayant reçu une première dose du vaccin AstraZeneca peuvent maintenant choisir de recevoir en deuxième dose celui de Moderna ou de Pfizer-BioNTech. Le Comité sur l’immunisation du Québec (CIQ) adopte lui aussi cette recommandation le 15 juin; elle prend donc effet sur le territoire québécois.

### Pfizer / Moderna
Devant l'annonce d'un arrivage important de vaccins Moderna au Québec dans la semaine du 28 juin, le ministre de la Santé annonce le 22 juin, que ce vaccin pourra être pris en seconde dose pour ceux ayant reçu le Pfizer en première dose. Le vaccin de Moderna peut donc être utilisé comme seconde dose, peu importe celui pris en première dose.
Ces vaccins sont aussi considérés par le gouvernement du Québec comment étant « interchangeable » pour la 3e dose.

## Priorisation des clientèles

### Catégories officielles du gouvernement

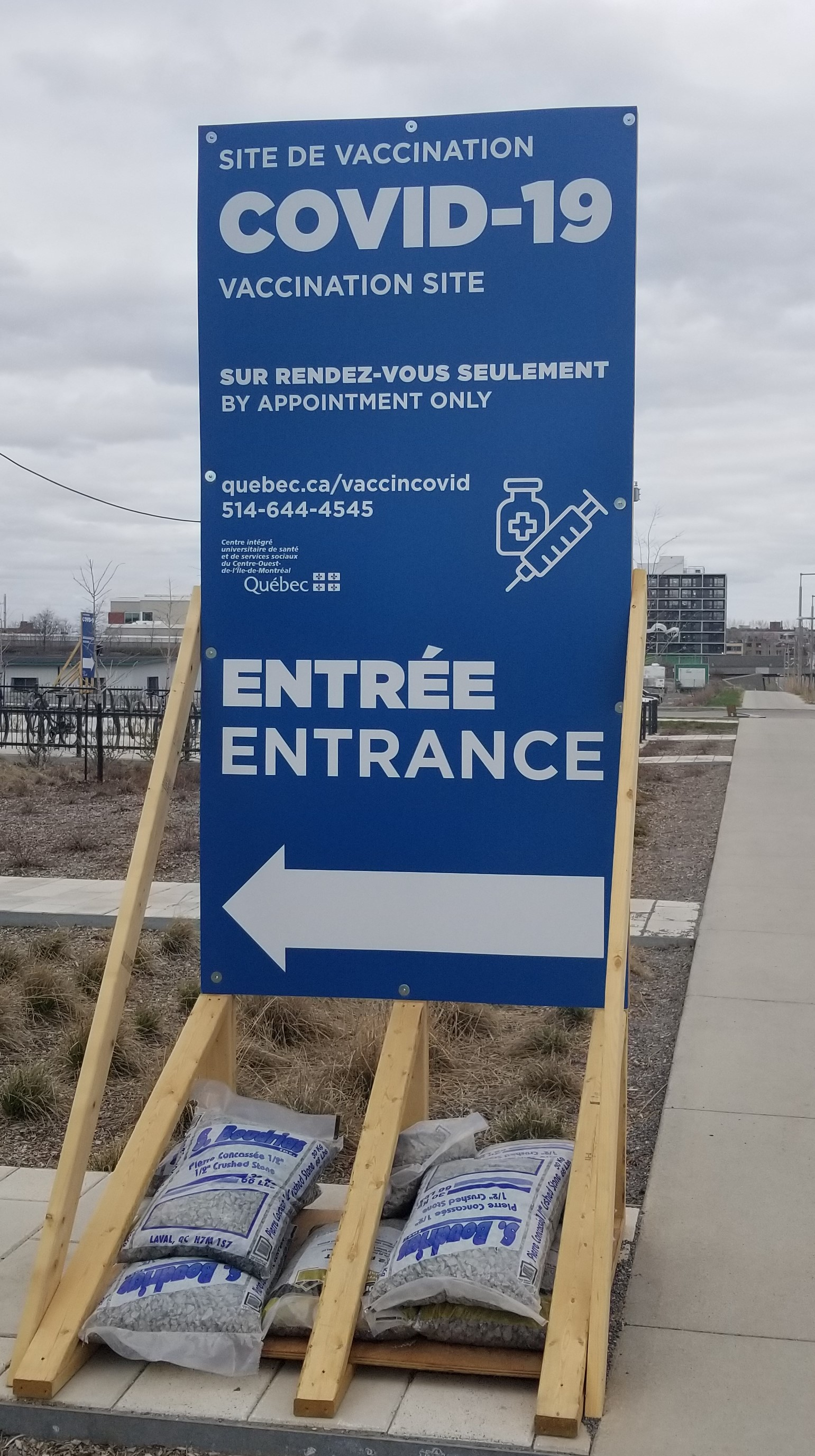
Panneau à l'entrée d'un site de vaccination contre la Covid-19 à Montréal

En novembre 2020, le Comité sur l’immunisation du Québec (CIQ), qui fait partie de l'INSPQ, est invité à formuler un avis préliminaire sur la priorisation des groupes à cibler dans le cadre d’une campagne d’immunisation,. Le CIQ retient cinq valeurs pour justifier le choix des groupes prioritaires pour l’attribution des vaccins dans un contexte de disponibilité restreinte : 
1. la bienfaisance
2. l’équité
3. la justice
4. la réciprocité
5. la non-malfaisance

Basée sur ces valeurs, une stratégie de priorisation de vaccination est proposée. Dans l'ordre du plus au moins prioritaire, les catégories sont:
1. les personnes vulnérables et en grande perte d’autonomie qui résident dans les centres d’hébergement et de soins de longue durée (CHSLD) des réseaux public et privé. Les résidents des ressources intermédiaires et de type familial (RI-RTF) pourraient être vaccinés en même temps si leur vulnérabilité et le niveau de soins qu’ils requièrent sont semblables à ceux des CHSLD.
2. les travailleurs du réseau de la santé et des services sociaux qui sont en contact ou susceptibles d’être en contact avec des usagers.
3. les personnes autonomes ou en perte d’autonomie qui vivent en résidence privée pour aînés (RPA). On pourrait également inclure dans cette catégorie, certains milieux fermés hébergeant des personnes âgées et vulnérables ayant des caractéristiques semblables à celles des personnes qui vivent en RPA.
4. les communautés isolées et éloignées qui comportent souvent une forte proportion de personnes ayant des problèmes de santé chroniques et vivant dans des logements exigus, empêchant toute distanciation en cas d’infection.
5. les personnes âgées de 80 ans ou plus.
6. les personnes âgées entre 70 et 79 ans.
7. les personnes âgées entre 60 et 69 ans.
8. les personnes adultes de moins de 60 ans qui ont une maladie chronique ou un problème de santé augmentant le risque de complication de la COVID-19.
9. les adultes de moins de 60 ans sans maladie chronique ou problème de santé augmentant le risque de complications, mais qui assurent des services essentiels et qui sont en contact avec des usagers.
10. le reste de la population adulte.

Deux autres catégories de personnes seront à considérer, principalement en fonction d’un critère d’innocuité de la vaccination.
1. les enfants. La limite d’âge inférieure pour recommander ou non chaque vaccin devra être déterminée en fonction des données qui deviendront disponibles.
2. les femmes enceintes. Des données robustes sur l’innocuité des vaccins seront nécessaires avant de recommander une vaccination pour les femmes enceintes et le moment de la grossesse pour l’administrer devra être déterminé.

### Autres catégories
Les autochtones et les prisonniers devraient aussi être considérés comme groupes prioritaires selon certains experts, car ces personnes sont plus affectées par la Covid-19. Certaines craintes des autochtones envers les vaccins pourraient cependant freiner la vitesse de vaccination des autochtones du Québec, causées notamment des traumatismes profonds intergénérationnels.
Selon certains experts, les femmes enceintes seraient injustement écartées de la vaccination par le principe de précaution et, bien qu'ayant généralement peu de symptômes lorsqu'elles sont atteintes de la Covid-19, elles sont plus à risque d'avoir des complications. La société canadienne d'obstétrique-gynécologie prend position en décembre 2020 pour la vaccination des femmes enceintes. La vaccination des femmes enceintes n'est autorisée qu'à la fin avril 2021 au Québec, comme dans d'autres provinces canadiennes.
Au début de 2021, les premières doses de vaccins sont orientées vers la région de Montréal en priorité, cette région étant plus affectée par la pandémie que les autres du Québec , ,.

## Passeport vaccinal

Logo de l'application VaxiCode

Le 25 février 2021, le ministre de la Santé du Québec Christian Dubé évoque la possible mise en place d'un passeport vaccinal numérique, qui prouverait la couverture vaccinale d'une personne, et lui permettrait d'accéder à certains endroits comme un restaurant ou une salle de spectacle. Des équipes de son ministère travaillent à ce moment sur ce projet. Gabriel Nadeau-Dubois, porte-parole de Québec solidaire, indique que la mise en place d'un tel passeport soulève beaucoup de questions éthiques, et peut mener à des effets discriminatoires.
En juin 2021, Horacio Arruda esquisse les avantages d'une preuve vaccinale, qui donnerait droit à de petits « avantages », de petits « bénéfices ». La dispense d'une quarantaine dans un hôtel pour les voyageurs de retour au pays est également évoquée.
Le 1er septembre 2021, le passeport vaccinal est exigé pour fréquenter les restaurants, bars, gym et événements dans les salles de spectacles et les festivals. Les épiceries, les commerces de détail et l'accès aux établissements de soins de santé sont exemptés. Il faut présenter le code QR émis par le gouvernement du Québec, ainsi qu'une preuve d'identité. Il faut avoir reçu deux doses de vaccination pour avoir droit au passeport vaccinal.

### Endroit et dates effectives
| Endroits, dates de début et de fin de l'application du passeport vaccinale          | Endroits, dates de début et de fin de l'application du passeport vaccinale | Endroits, dates de début et de fin de l'application du passeport vaccinale |
| Endroit                                                                             | Début                                                                      | Fin                                                                        |
| ----------------------------------------------------------------------------------- | -------------------------------------------------------------------------- | -------------------------------------------------------------------------- |
| Restaurants, bars, gym et événements dans les salles de spectacles et les festivals | 1er septembre 2021                                                         | - 14 mars 2022 - 12 mars 2022                                              |
| SAQ et SQDC                                                                         | 18 janvier 2022                                                            | 16 février 2022                                                            |
| Magasins à grande surface,                                                          | 24 janvier 2022                                                            | 16 février 2022                                                            |

1. ↑  Clients des magasins à grande surface (plus de 1 500 m2), sauf pharmacies et épiceries et entrepreneurs en construction dans les quincailleries

## ConcoursGagner à être vacciné

Logo du concours Gagner à être vacciné

Le 16 juillet 2021, le ministre de la Santé et des Services sociaux, Christian Dubé, annonce en conférence de presse au siège social de Loto-Québec le lancement d'une loterie visant à encourager les Québécois à se faire vacciner. Des lots d'un total de 2 millions de dollars seront tirés parmi les vainqueurs. Chaque vendredi du mois d'août, il y aura un tirage de 150 000 $ pour les adultes, et de deux bourses d'études pour les jeunes de 12 à 17 ans. Le 3 septembre, un grand prix de 1 million $ sera tiré pour les adultes, alors que 16 bourses de 20 000 $ seront tirées parmi les jeunes de 12 à 17 ans inscrits. Des voyages seront ajoutés au grand tirage du 3 septembre, à la suite de la contribution de Bombardier et d'Air Canada.
L'inscription se fait en ligne sur le site de vaccination du gouvernement et toutes les personnes ayant reçu leurs deux doses au moment du tirage sont éligibles.
Le dimanche 25 juillet, premier jour de l'inscription en ligne au tirage, le site web du gouvernement connaît des ratés en raison du fort achalandage. Malgré cela, lors des deux premiers jours d'inscription, plus de 500 000 personnes s'inscrivent sur le site pour le tirage, et plus d'un million seront inscrites 3 jours plus tard.

## Graphiques

### Doses quotidiennes
Nombre de dosesDate030 00060 00090 000120 000150 0002020-12-142021-09-202022-06-271ere dose2e dose3e dose4e doseTotalStatistiques sur la pandémie de Covid-19 au QuébecDoses quotidiennes de vaccin
- Source: Fichier CSV sur le site de l'INSPQ récupéré en date du 2022-10-30.

### Doses totales
Nombre cumulatif de dosesDate05 000 00010 000 00015 000 00020 000 00025 000 0002020-12-142021-12-181ere dose2e dose3e dose4e doseTotalStatistiques sur la pandémie de Covid-19 au QuébecDoses totales de vaccin
- Source: Fichier CSV sur le site de l'INSPQ récupéré en date du 2022-10-30.

### Pourcentage de la population vaccinée
Pourcentage de la population vaccinéeDate0204060801002020-12-142021-07-172022-02-172022-09-201ère dose2ème dosePourcentage de la population vaccinée
- Source: Fichier CSV sur le site de l'INSPQ récupéré en date du 2022-10-30.